# Ребята возвращаются
«Ребята возвращаются» (англ. Kids Return) — драма кинорежиссёра Такэси Китано, имевшая огромный кассовый успех.

## Сюжет
Что ждёт нас после того, как школьная жизнь закончится? Куда забросит нас судьба? Кем мы станем? — эти вопросы задают себе почти все подростки в выпускных классах школы. Но не главные герои фильма «Ребята возвращаются» — Синдзи и Массару. Шутки над учителями, драки, воровство денег у одноклассников — вот, чем была наполнена жизнь этих юнцов. Никто и не думал, что эти парни могут кем-то стать, чего-то добиться в жизни. Прошли годы, но многое ли изменилось в жизнях Синдзи и Массару? Ведь ребята уже не те глуповатые подростки, убегающие с весёлым смехом из школы. Теперь эти ребята не убегают, они возвращаются.

## Интересные факты
- Это первая картина Такэси Китано после злополучной аварии на мотоцикле, которая «отпечаталась» на лице режиссёра

## Призы
- Лучшая операторская работа (Хидэо Ямамото), Yokohama Film Festival, 1997
- Лучший фильм, Yokohama Film Festival, 1997
- Лучший дебют (Масанобу Андо), Yokohama Film Festival, 1997
- Лучший актёр второго плана (Рё Исибаси), Yokohama Film Festival, 1997
- Лучший режиссёр (Такэси Китано), Nikkan Sports Film Awards, 1996
- Лучший дебют (Масанобу Андо ), Nikkan Sports Film Awards, 1996
- Приз за лучший дебют (Масанобу Андо ), Mainichi Film Concours, 1997
- Лучший дебют (Масанобу Андо), Kinema Junpo Awards, 1997
- Лучший режиссёр (Такэси Китано), Japanese Professional Movie Awards, 1997
- Лучший дебют (Масанобу Андо), Hochi Film Awards, 1996
- Лучший дебют (Масанобу Андо), Blue Ribbon Awards, 1997
- Лучший дебют (Масанобу Андо и Кэн Канэко), Awards of the Japanese Academy, 1997

| На работу над фильмом «Ребята возвращаются» повлияла моя встреча со смертью в 1994 году. После аварии доктора думали, что я мёртв, а когда я выжил, киносообщество не верило, что я когда-нибудь вернусь. Забавно, но я вернулся. Мой личный опыт определённым образом изменил мои взгляды. В моих предыдущих фильмах смерть была для персонажей своего рода решением. Они искали правильный способ умереть. В этом фильме они выбирают жизнь, но не находят ответов, и жизнь становится во многих отношениях более сложным выбором. Такэси Китано |